# Hauptstrasse 221
Die Hauptstrasse 221 ist eine Schweizer Hauptstrasse und Kantonsstrasse im Kanton Bern.

## Beschreibung
Die Hauptstrasse führt von Bern über Belp und Seftigen nach Thun, als Seestrasse dem nördlichen Ufer des Thunersees entlang, durchquert Interlaken und erreicht über Lütschental die Gemeinde Grindelwald in den Berner Alpen.
Von Belp bis Seftigen durchquert die Strasse das Gebiet des Regionalen Naturparks Gantrisch. Bei Uetendorf führt sie am Rand des Landschaftsschutzgebiets Aarelandschaft zwischen Thun und Bern vorbei, und bei Unterseen liegt sie neben dem Naturschutzgebiet Weissenau-Neuhaus.
Beim Bau der Seestrasse am Thunersee, die im Jahr 1884 eröffnet wurde, entstanden zahlreiche Kunstbauten wie Brücken und Tunnel.
Zwischen Thun und Interlaken verkehrte auf der Seestrasse von 1905 bis 1952 die Strassenbahn Steffisburg–Thun–Interlaken. Von 1952 bis 1982 bestand der Trolleybusbetrieb Thun–Beatenbucht, der seinerseits durch Autobusse ersetzt wurde.
Abzweigungen und Zufahrtstrassen:
- Hauptstrasse 221.1: Uttigen–Thun–Heimberg
- Hauptstrasse 221.2: Belp–Biglen
- Hauptstrasse 221.3:
- Hauptstrasse 221.4: Unterseen-Interlaken, Zufahrt von Kreisel Neuhaus über die Aarekanalbrücke zur Autobahnzufahrt Interlaken-West (neben dem Naturschutzgebiet Weissenau-Neuhaus)

## Umbauten (Auswahl)
- 2023: Eröffnung der Umfahrungsstrasse in Wilderswil[4]
- 2025: Einweihung der neuen Sagigrabenbrücke über den Sundbach in Beatenberg, mit neuer Streckenführung[5]

## Bilder

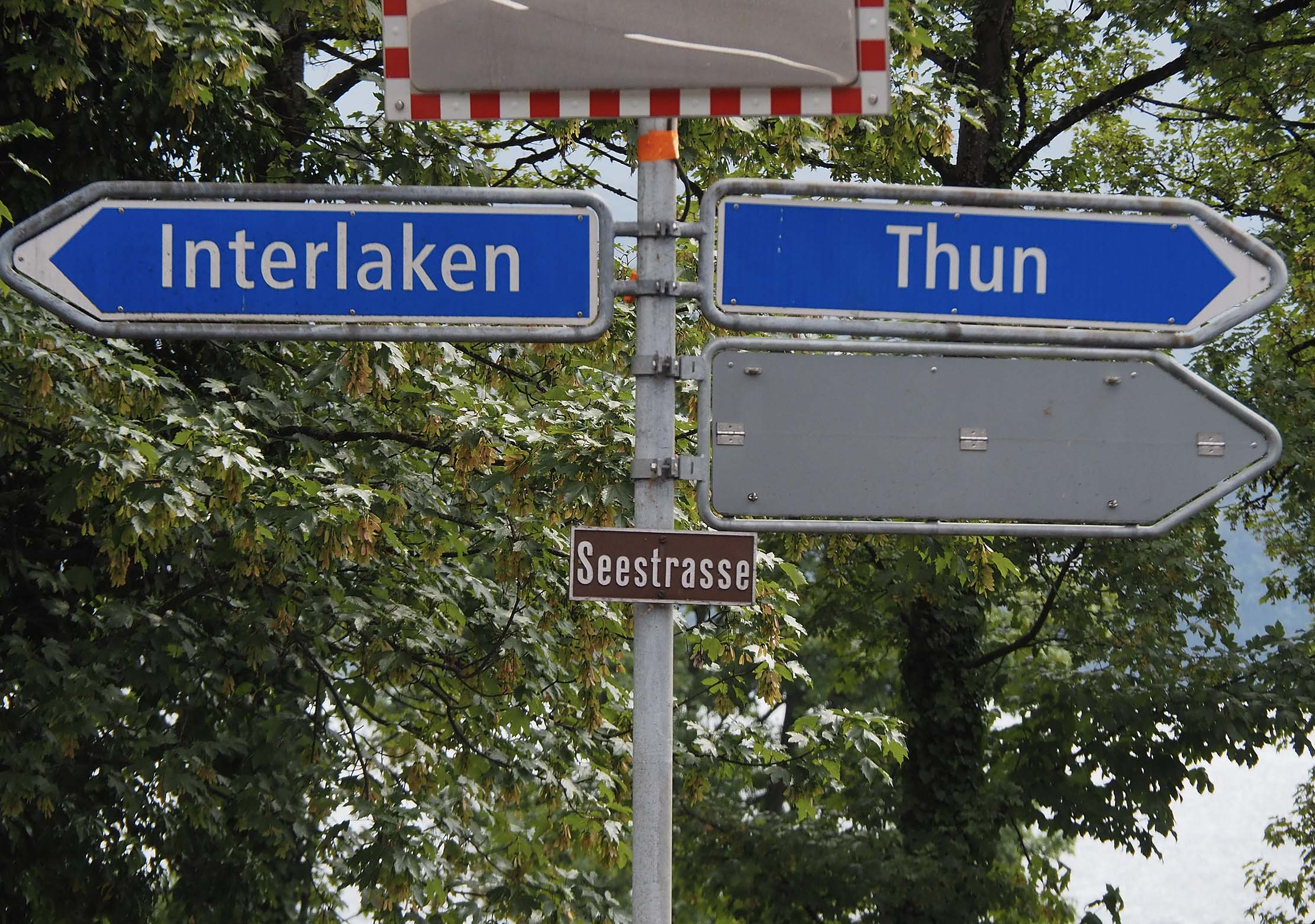
Wegweiser in Gunten
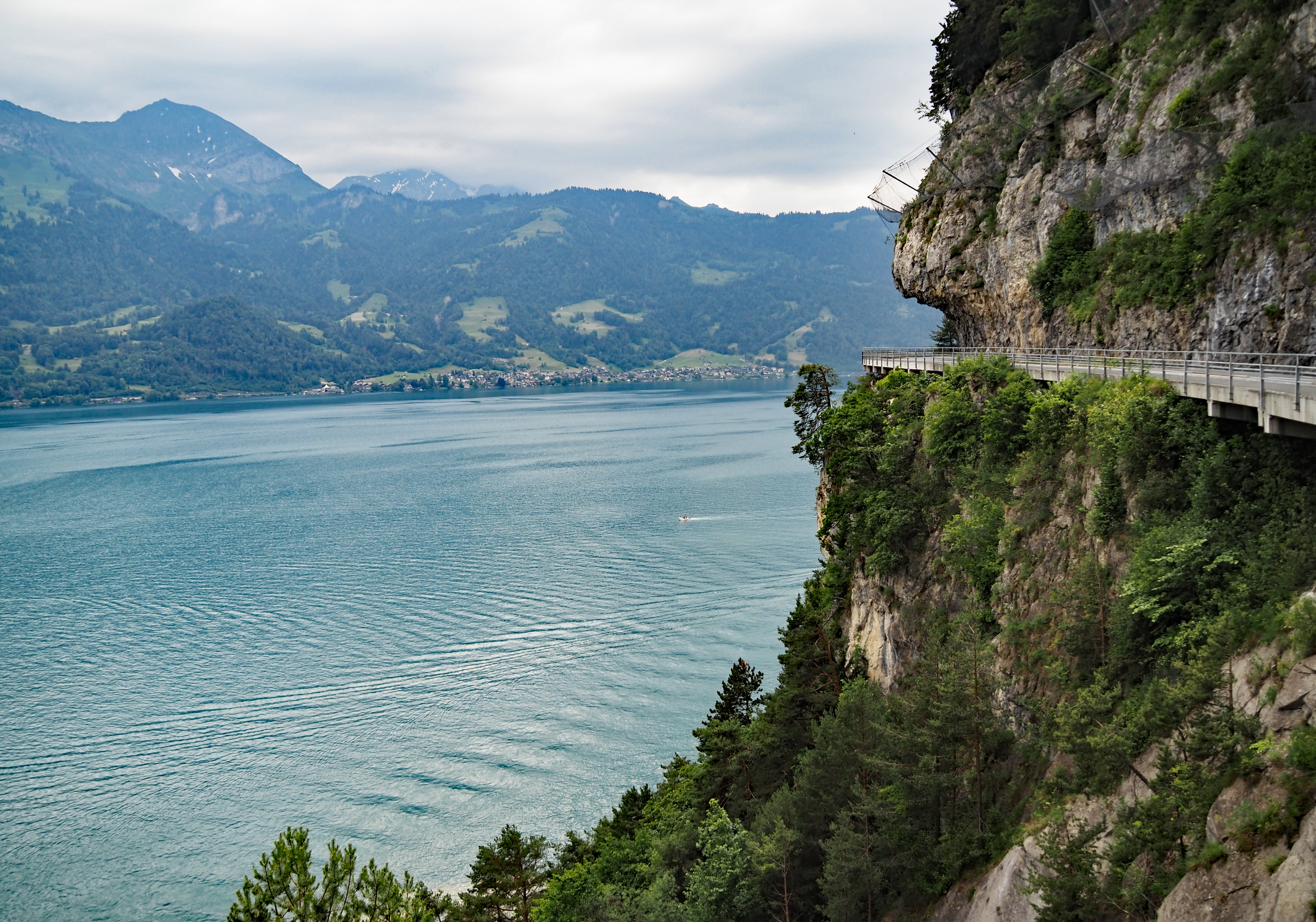
Strasse am Felsmassiv östlich von Merligen
Strassenbahn auf der Seestrasse (1914)
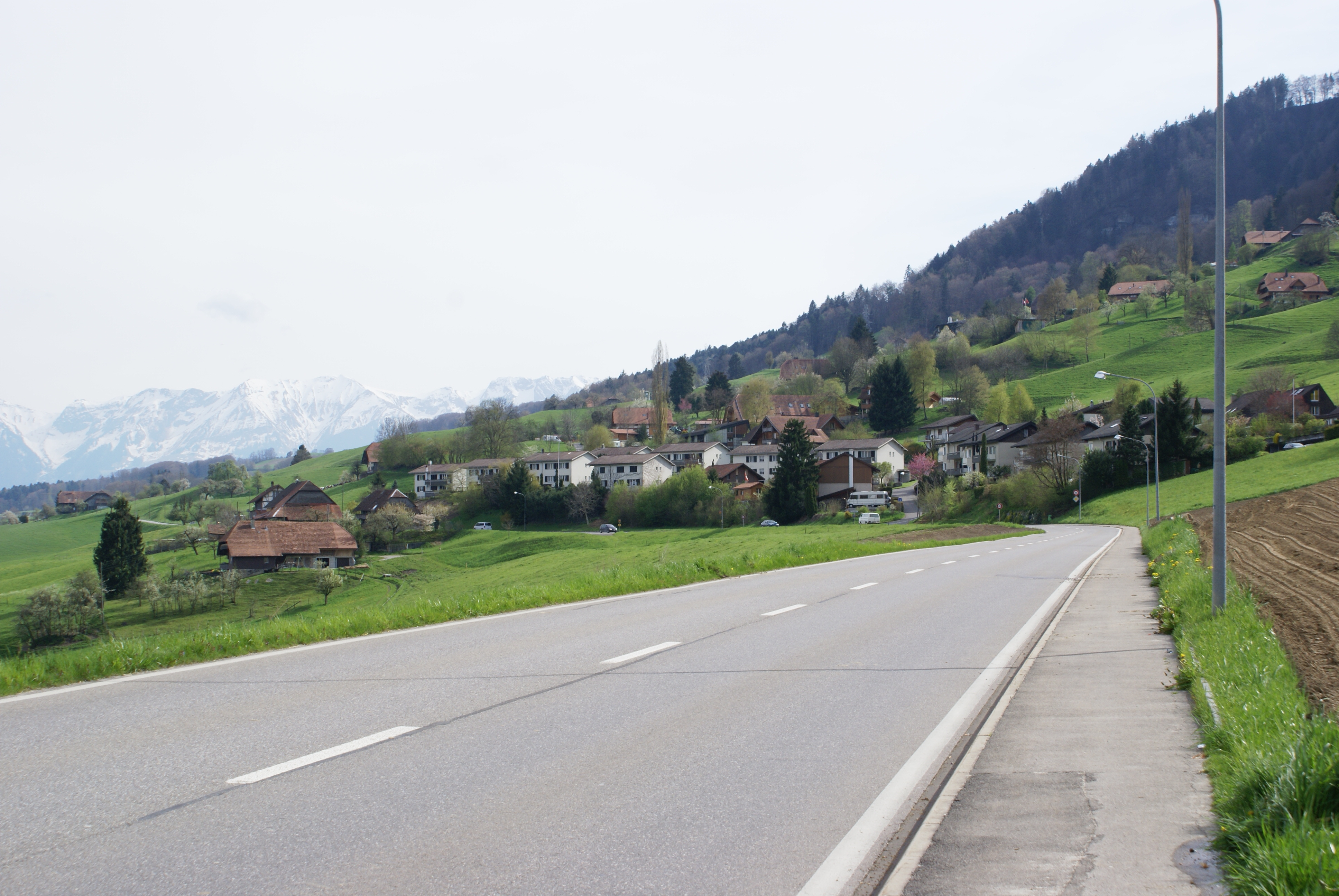
H221 bei Kaufdorf
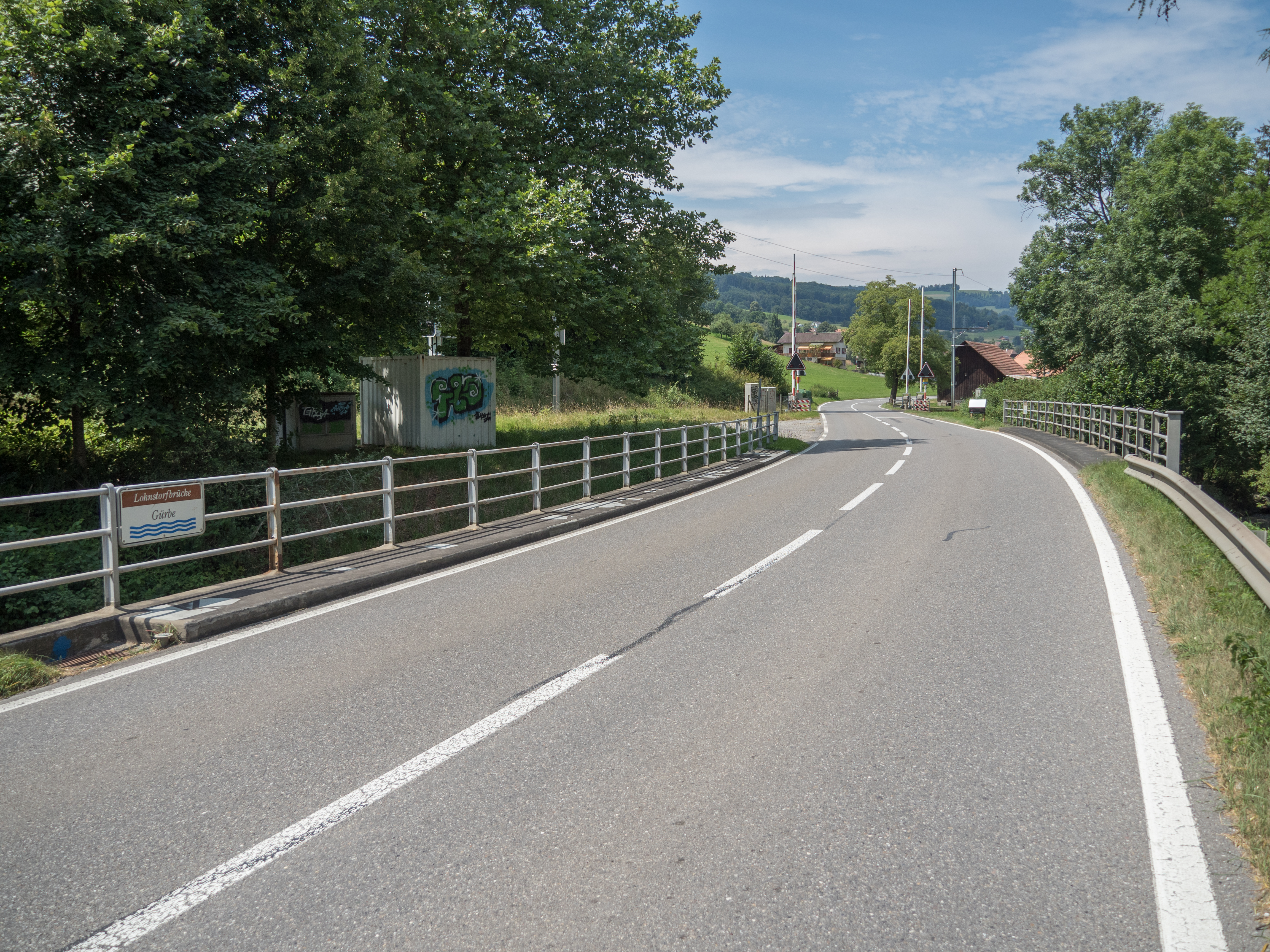
Lohnstorfbrücke über die Gürbe in Burgistein
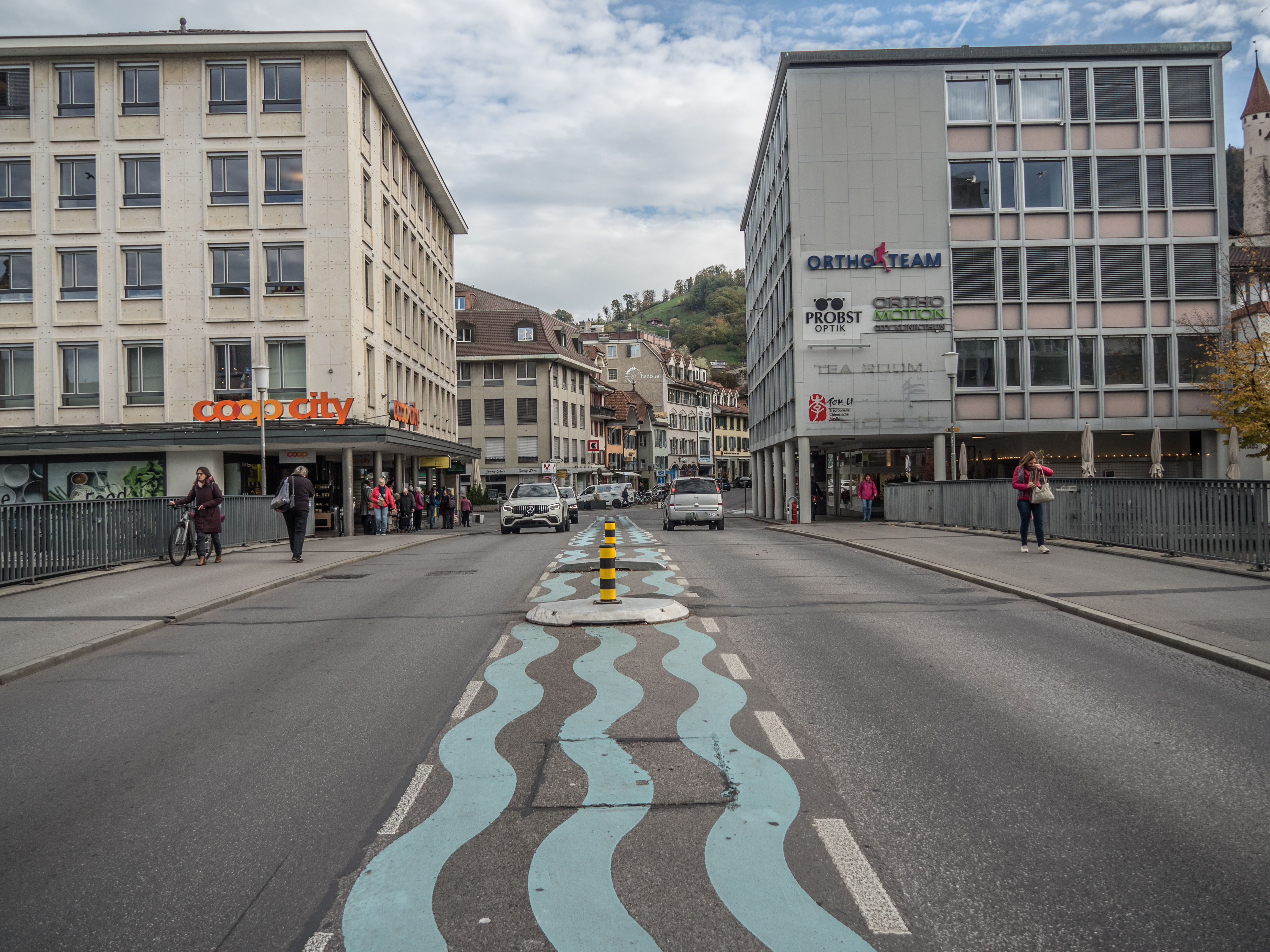
H6 und H221 (Kuhbrücke) über die Aare in Thun
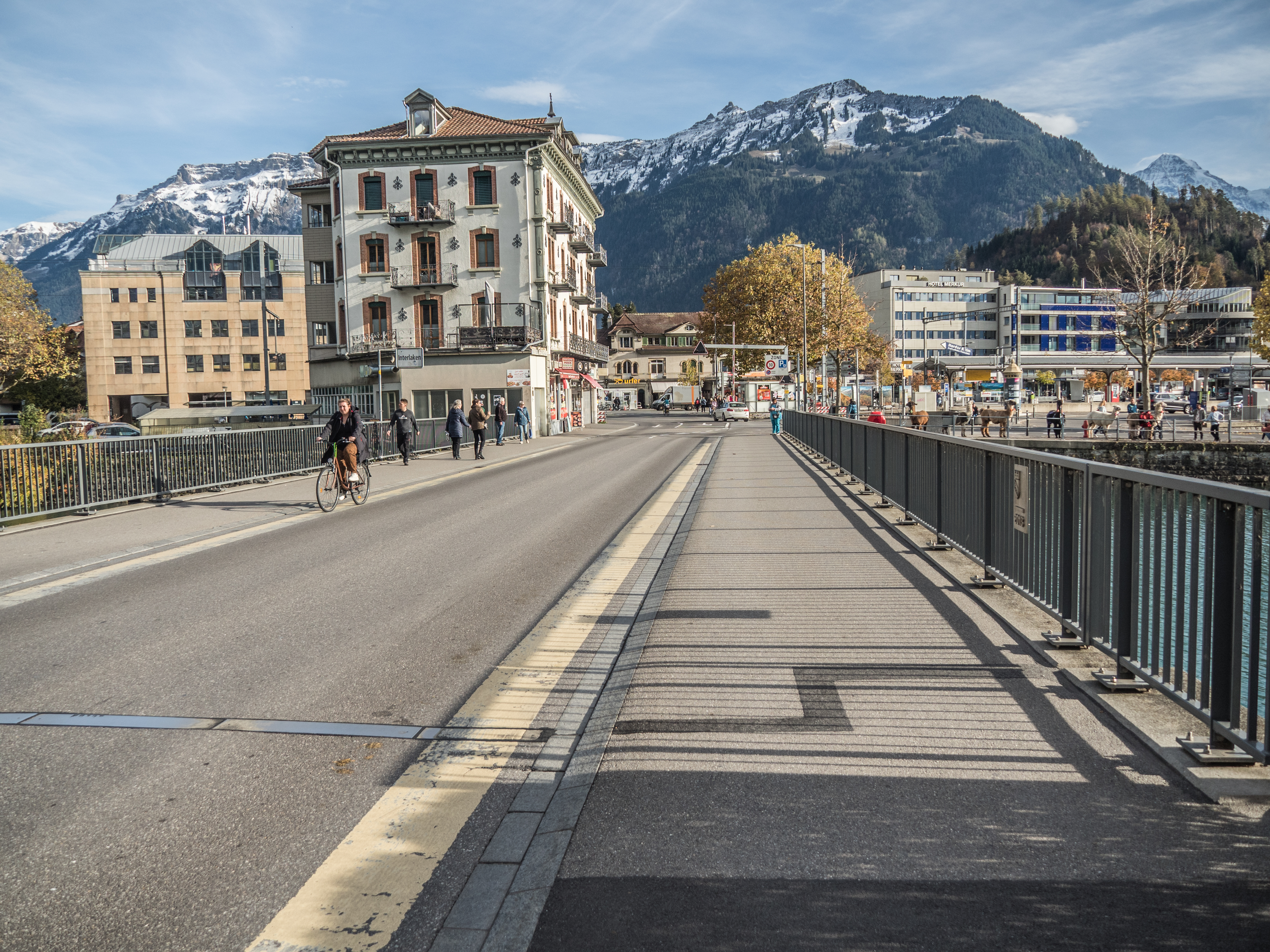
H221 (Bahnhofstrasse) über die Aare in Interlaken
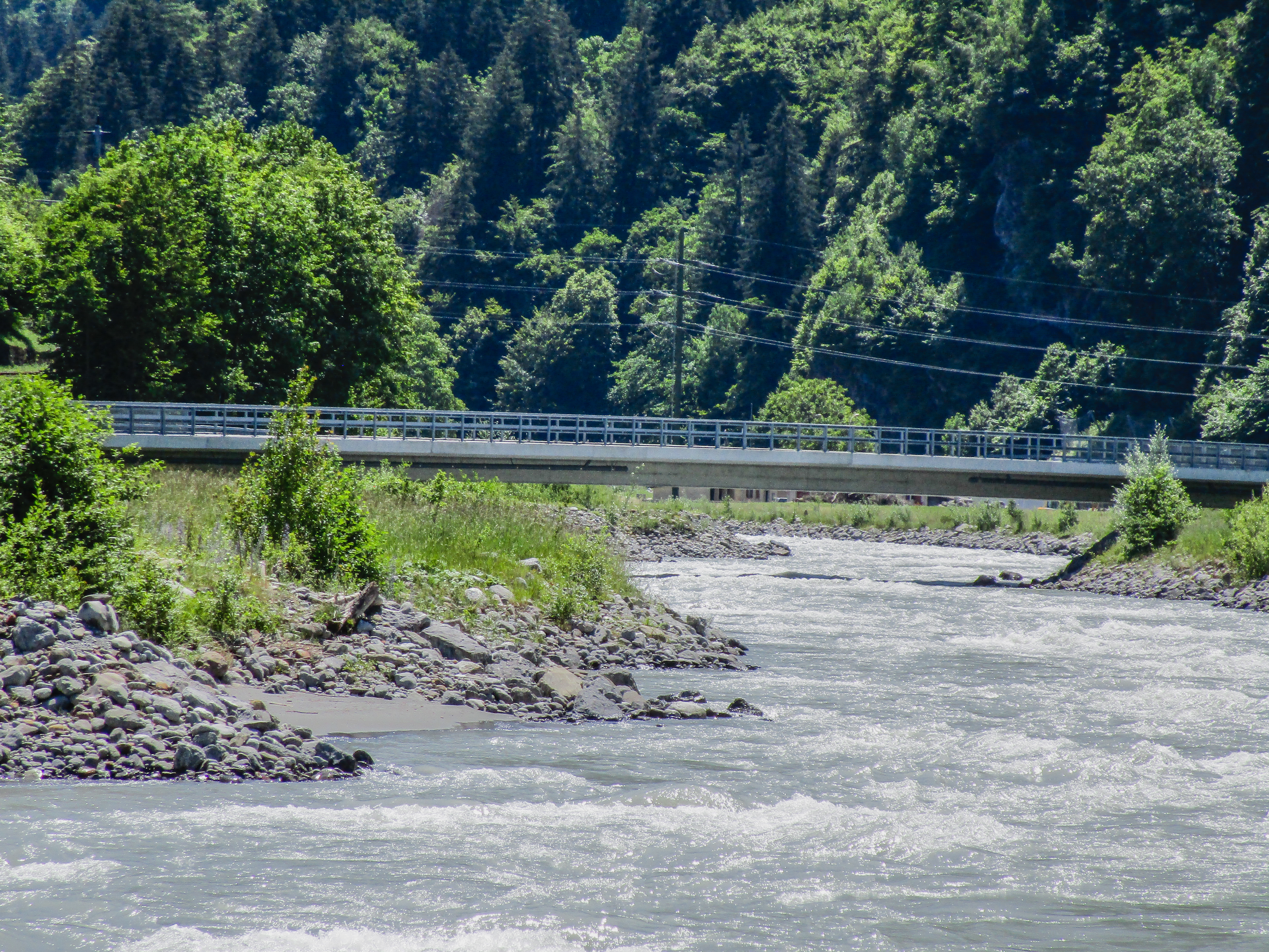
Umfahrung Wilderswil-Brücke (Süd) über die Lütschine (eröffnet 2023)
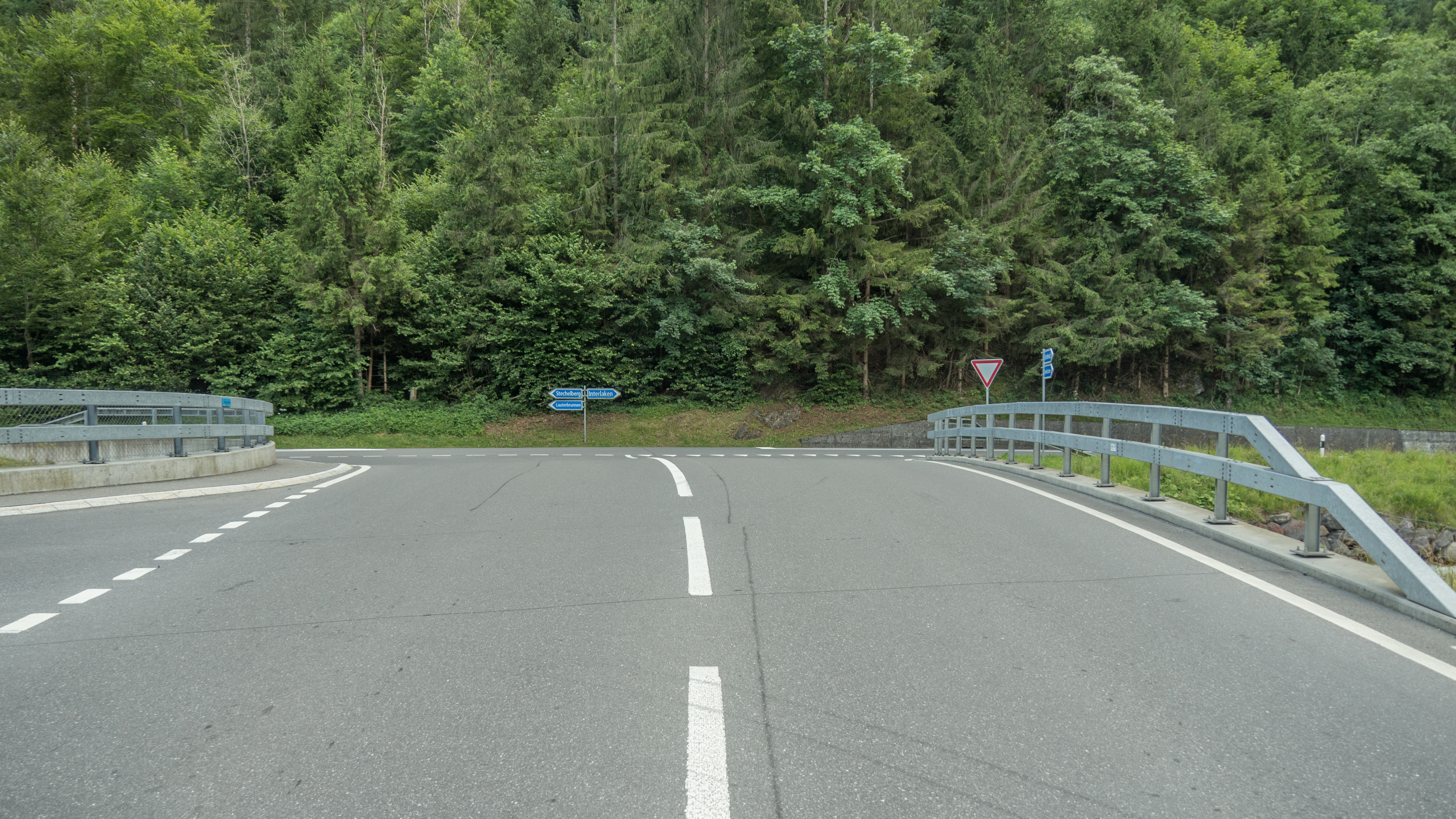
Hauptstrasse-Brücke über die Weisse Lütschine mit linker Abzweigung nach Lauterbrunnen (Beginn Hauptstrasse 222)
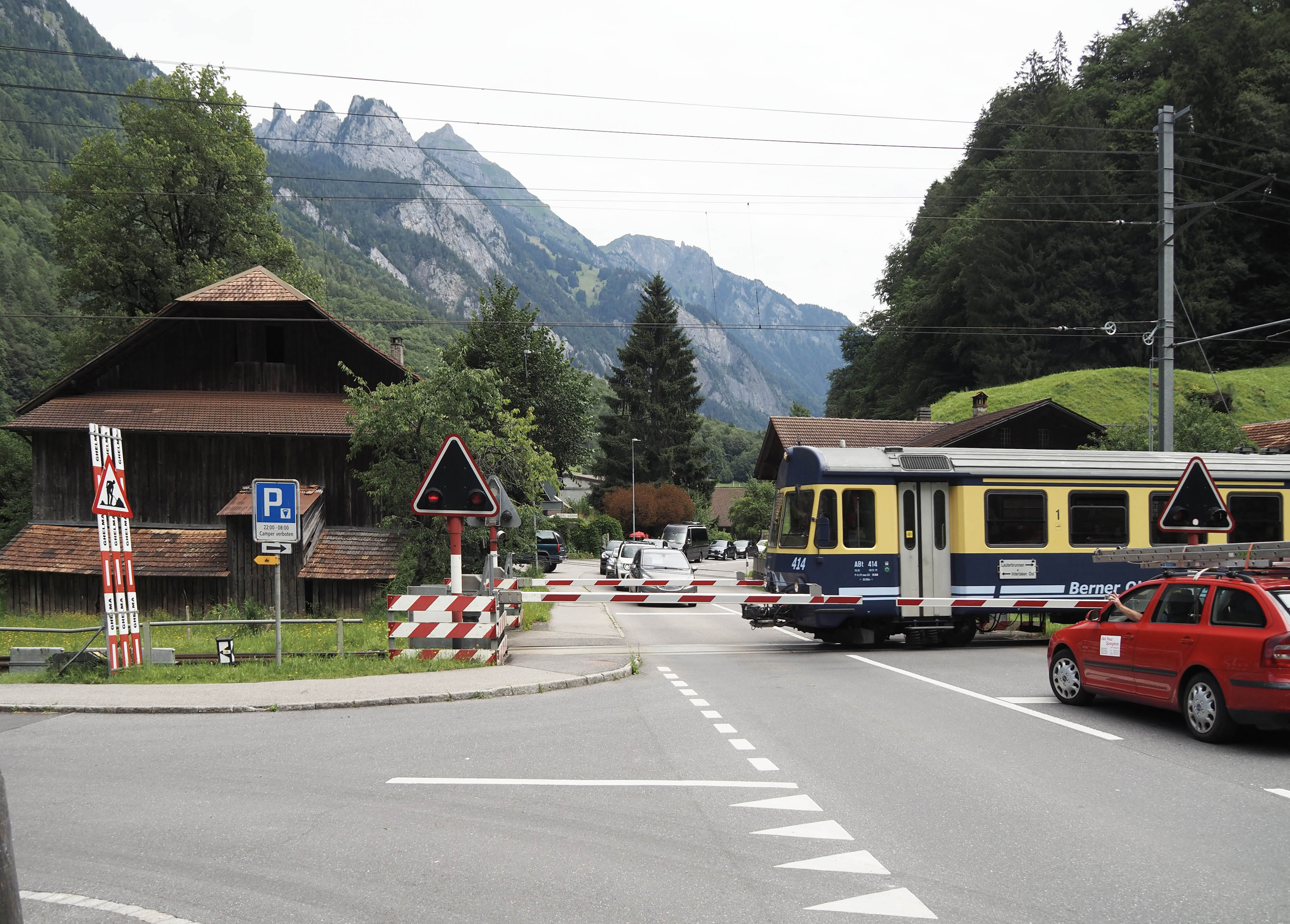
Bahnübergang in Zweilütschinen
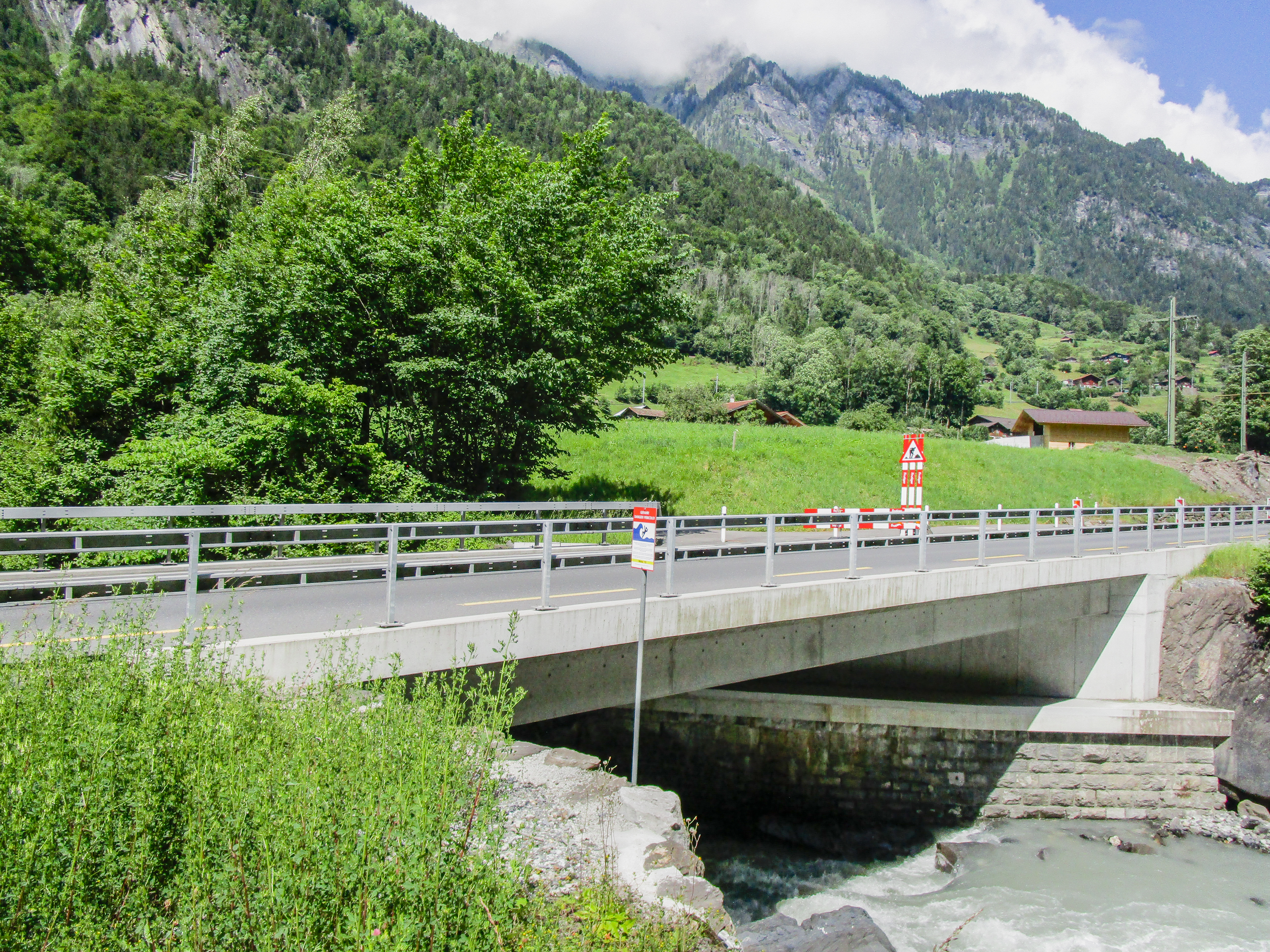
Lindibrücke über die Schwarze Lütschine bei Lütschental (neu erbaut 2020)
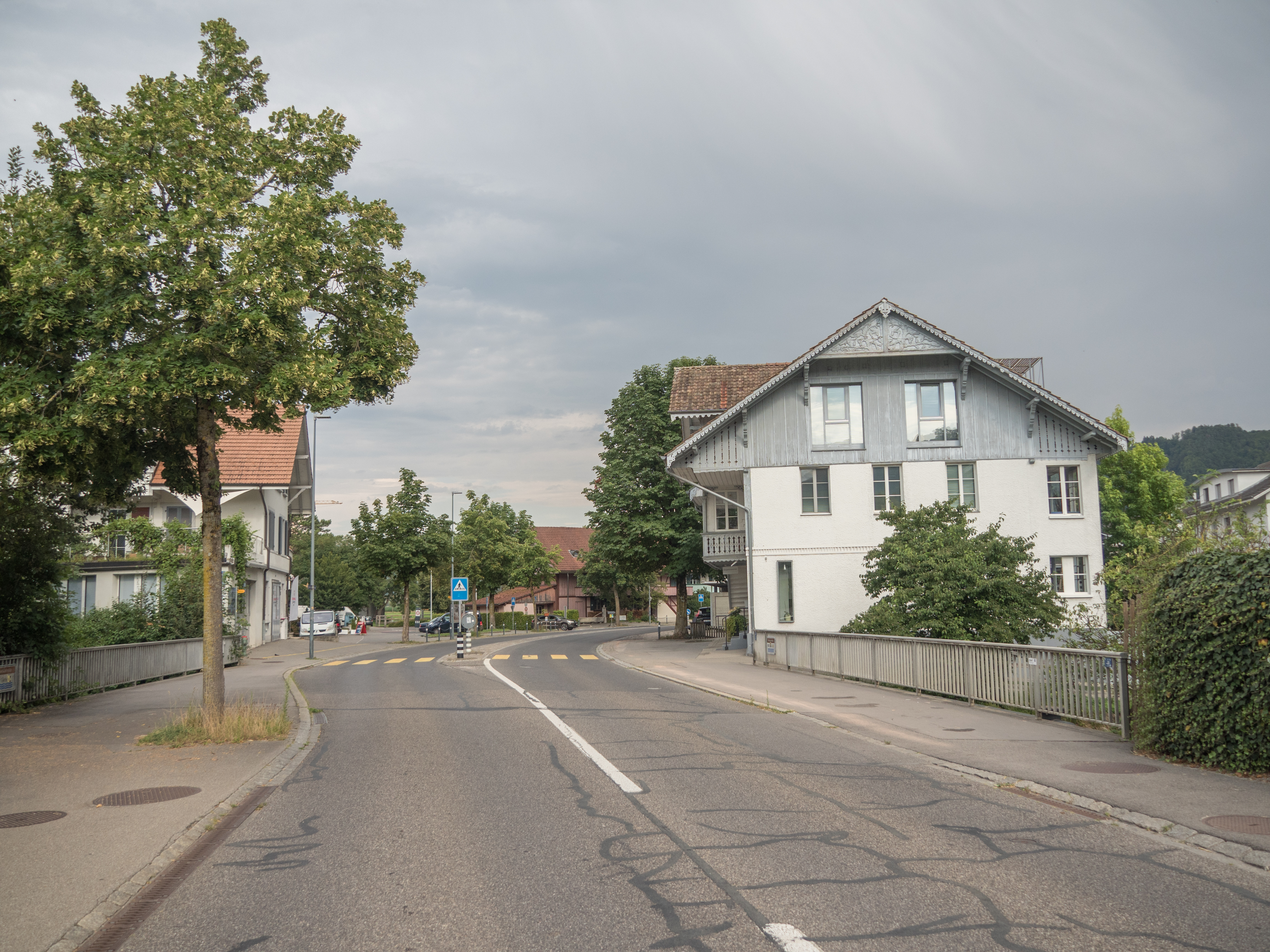
Steinbachbrücke (H221.2) über die Gürbe in Belp